# مضادات انخفاض ضغط الدم

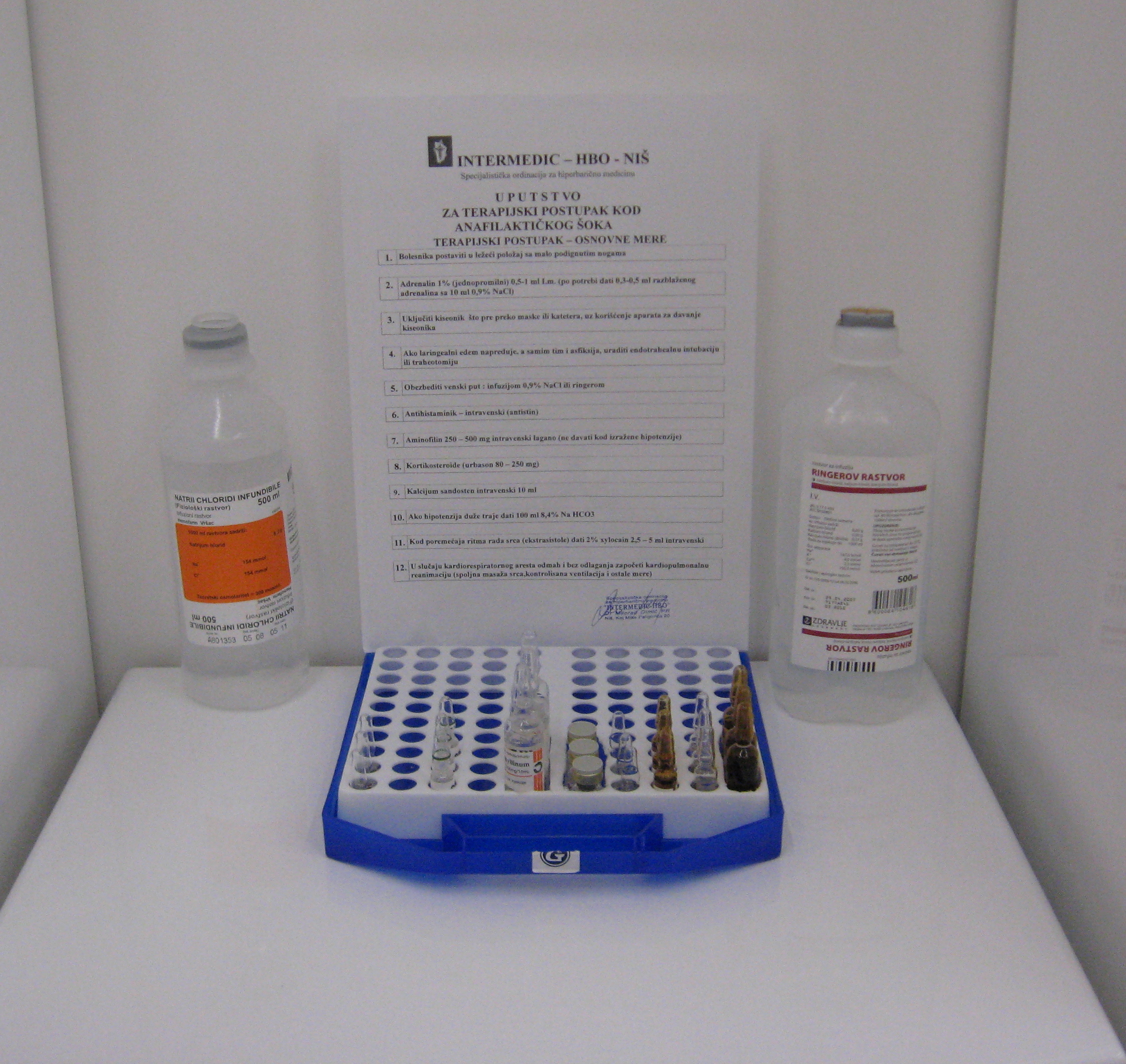

رافعات التوتر الوعائي (بالإنجليزية: vasopressor agent)‏ أو مضادات انخفاض ضغط الدم (بالإنجليزية: antihypotensive agent)‏ هي أية أدوية تميل إلى رفع ضغط الدم المنخفض من خلال عدة طرق، فبعض هذه الأدوية المضادة للضغط المنخفض تعمل كمضيفات للأوعية الدموية لزيادة إجمالي المقاومة المحيطية، فيما يقوم نوع ثان من الأدوية بجعل مستقبلات الأدرينالين حساسة تجاه الكاتيكولامينات والهرمونات القشرية السكرية، وهناك نوع ثالث من الأدوية يعمل على زيادة إنتاج القلب مثل الدوبامين والدوبوتامين.
إذا كان انخفاض ضغط الدم بسبب فقدان الدم فإن المستحضرات التي تزيد من حجم الدورة الدموية (محاليل البلازما البديلة مثل المحاليل الغروية والبلورية مثل المحاليل الملحية) سوف ترفع ضغط الدم دون الحاجة إلي رافعات للضغط. يجب عدم استخدام كريات الدم الحمراء المعبأة أو البلازما أو الدم الكامل فقط لتوسيع الحجم أو لزيادة الضغط الجرمي للدورة الدموية. يجب استخدام منتجات الدم فقط في حالة انخفاض القدرة على حمل الأوكسجين أو تجلط الدم.

## تصنيف
يمكن تصنيف رافعات التوتر الوعائي (مضادات انخفاض ضغط الدم) كما يلي:
- محاكي الودي
  - ادرينالين
  - نورأدرينالين
  - فينيليفرين
  - الدوبوتامين
  - الدوبامين
  - ايفيدرين
  - ميدودرين
  - اميزينيوم ميتيل سلفات
- الأدوية المايوتروبيه
- أنجيوتنسيناميد
- مشتقات S-alkylisothiouronium
  - Difetur
  - Izoturon
- هرمون قشري سكري وهرمون قشري معدني
  - الهيدروكورتيزون
  - بريدنيزون، بريدنيزولون
  - ديكساميثازون، بيتاميثازون
  - فلودروكورتيزون
- المنعشات
  - بيميغريد
  - كافيين
  - كافور
  - Cordiamine
- المؤثرات العقلية
  - المنشطات
  - اتومكيسيتين
  - بوبروبيون
  - تناولوها
  - الميثامفيتامين
  - ميثيل
  - ريبوكستين
  - الفينلافاكسين
- عوامل مؤثر في التقلص العضلي الإيجابي
  - جليكوسيدات قلبية
    - Strophantin K
    - Corglycon
    - الديجوكسين

  - الآخرين
  - أمرينون
  - ميلرينون